# 김포솔터축구장
김포솔터축구장(金浦솔터蹴球場, Gimpo Solteo Football Field)은 대한민국 경기도 김포시에 있는 스포츠 시설이다. 천연잔디 필드가 갖춰진 축구 경기장이며, 2014년에 준공되었다.

## 교통
김포 도시철도 마산역 3번 출구에서 도보로 3분 걸린다.

## 참고 문헌
- “김포솔터축구장”. 김포에프씨.
- 《2020년 전국 공공체육시설 현황 (2019년말 기준)》. 대한민국 문화체육관광부. 2021.
- 《2021년 전국 공공체육시설 현황 (2020년말 기준)》. 대한민국 문화체육관광부. 2022.